# Xã Sandwich, Quận DeKalb, Illinois
Xã Sandwich (tiếng Anh: Sandwich Township) là một xã thuộc quận DeKalb, tiểu bang Illinois, Hoa Kỳ. Năm 2010, dân số của xã này là 7.709 người.